# Stelle principali della costellazione della Giraffa
Segue un prospetto delle stelle principali della costellazione della Giraffa, elencate per magnitudine decrescente.